# Lhasa-Bahn
| Lhasa-Bahn nördlich von Yangbaijan |                      |                                            |                                            |
| |                      |                                            |                                            |
| Streckenlänge: | 1956 km              |                                            |                                            |
| Spurweite: | 1435 mm (Normalspur) |                                            |                                            |
| Streckengeschwindigkeit: | 160 km/h             |                                            |                                            |
| |                      |                                            |                                            |
| \| \| \| Lanxin-Schnellfahrstrecke von Lanzhou \| \| \| \| \| Bahnstrecke Lanzhou–Qinghai von Lanzhou \| \| \| \| 0 \| Xining \| Xining \| \| \| \| Lanxin-Schnellfahrstrecke nach Ürümqi \| \| \| \| \| Xining Xiaoqiao \| \| \| \| \| Bahnstrecke Xining–Datong nach Datong \| \| \| \| 14 \| Xining West \| 2280 m \| \| \| 24 \| Shuangzhai \| Shuangzhai \| \| \| \| \| \| \| \| 25 \| Zhamalong \| Zhamalong \| \| \| 48 \| Shiyazhuang \| Shiyazhuang \| \| \| \| \| \| \| \| \| Huangyuan \| \| \| \| \| Huanyuan Nord \| \| \| \| 97 \| Haiyan \| Haiyan \| \| \| \| Haiyan Nord \| \| \| \| 133 \| Qinghai-See \| Qinghai-See \| \| \| \| Forschungsreaktor Haibei \| \| \| \| 176 \| Haergai \| 3244 m \| \| \| \| \| \| \| \| \| Chaidar \| \| \| \| \| Wailihada \| \| \| \| \| Jiangcang \| \| \| \| \| Muli \| \| \| \| 208 \| Gangcha \| 3238 m \| \| \| \| Niaodao \| \| \| \| 290 \| Tianpeng \| Tianpeng \| \| \| \| \| \| \| \| \| Têmqên (Tianjun) \| \| \| \| \| Neuer Guanjiao-Tunnel (32.600 m) \| 3380 m \| \| \| \| \| \| \| \| \| Kendelong \| \| \| \| \| Caka \| \| \| \| \| Caka Salzsee \| \| \| \| 364 \| Chahanuo \| Chahanuo \| \| \| 406 \| Ulan \| Ulan \| \| \| 426 \| Keke \| Keke \| \| \| 498 \| Gahai \| Gahai \| \| \| \| Delhi Stadt \| \| \| \| 521 \| Delhi \| Delhi \| \| \| 563 \| Lianhu \| Lianhu \| \| \| \| \| \| \| \| \| Toson-See \| \| \| \| \| Oulongshan \| \| \| \| 675 \| Yinmaxia \| Yinmaxia \| \| \| \| Bahnstrecke Dunhuang–Yinmaxia von Dunhuang \| \| \| \| \| Yinmaxia West \| \| \| \| 699 \| Xitieshan \| Xitieshan \| \| \| \| Zenshukita \| \| \| \| \| Beihuobuxun (Nordhulsansee) \| \| \| \| 750 \| Dabuxun (Dabusun) \| Dabuxun (Dabusun) \| \| \| 764 \| Qarhan \| Qarhan \| \| \| \| Salzabbau am Qarhan-Salzsee \| \| \| \| 808 \| Golmud Ost \| Golmud Ost \| \| \| \| von Güterbhf. Golmud Süd \| \| \| \| 830 \| Golmud \| 2828 m \| \| \| \| Güterbhf. Golmud Süd \| \| \| \| \| nach Güterbhf. Golmud Süd \| \| \| \| \| Bahnstrecke Golmud–Korla nach Korla \| \| \| \| 857 \| Nanshankou \| 3080 m \| \| \| 881 \| Ganlong \| 3309 m \| \| \| 881 \| Kunlunqiao \| 3309 m \| \| \| 914 \| Nachitai \| 3575 m \| \| \| 937 \| Xiaonanchuan \| 3832 m \| \| \| \| \| \| \| \| 955 \| Yuzhufeng \| 4195 m \| \| \| 973 \| Wangkun \| 4484 m \| \| \| \| Kunlun-Tunnel (1686 m) \| \| \| \| 1010 \| Kunlunshan \| 4611 m \| \| \| 1010 \| Budongquan \| 4611 m \| \| \| \| Qumar-He-Brücke (11.400 m) \| \| \| \| \| Brücke (2.565 m) \| \| \| \| 1056 \| Qumar He (Chumar Heyan) \| 4495 m \| \| \| 1100 \| Wudaoliang \| 4636 m \| \| \| 1138 \| Xiushuihe \| 4570 m \| \| \| \| Fenghuoshan-Tunnel (1.338 m) 4905 m \| \| \| \| 1174 \| Jiangkedong \| 4778 m \| \| \| 1196 \| Riachiqu \| 4584 m \| \| \| 1239 \| Tuotuohe \| 4547 m \| \| \| \| Tuotuo-Brücke (1.389 m) \| \| \| \| \| Zhiqu \| 4598 m \| \| \| 1260 \| Kaixinling \| Kaixinling \| \| \| 1309 \| Tanggang \| Tanggang \| \| \| 1322 \| Yanshiping \| 4721 m \| \| \| 1356 \| Bumade \| Bumade \| \| \| 1380 \| Buqiangge \| 4823 m \| \| \| 1404 \| Tanggula Nord \| Tanggula Nord \| \| \| \| Tanggula-Passhöhe \| 5072 m \| \| \| 1421 \| Tanggula \| 5068 m \| \| \| 1441 \| Tanggula Süd \| Tanggula Süd \| \| \| 1460 \| Za’gya Zangbo \| 4886 m \| \| \| 1499 \| Tuoju \| 4891 m \| \| \| 1529 \| Amdo \| 4702 m \| \| \| \| Amdo Süd \| \| \| \| \| Saluen \| \| \| \| 1553 \| Co Nag (Tsonag) \| 4594 m \| \| \| \| Saluenfließ zw. Cona- u. Ganongsee \| \| \| \| 1574 \| Liantonghe \| Liantonghe \| \| \| \| Saluen \| \| \| \| 1593 \| Diwuma \| 4585 m \| \| \| 1632 \| Gangxiu \| 4646 m \| \| \| 1655 \| Nagqu (Naqu) \| 4513 m \| \| \| \| Saluen \| \| \| \| 1691 \| Tuoru \| 4578 m \| \| \| 1713 \| Sangshung \| Sangshung \| \| \| 1735 \| Gulu \| 4673 m \| \| \| 1775 \| Wumatang (U-ma Thang) \| 4502 m \| \| \| 1815 \| Damxung (Dangxiong) \| 4293 m \| \| \| 1845 \| Daqiongguo (Dhachu-go) \| 4327 m \| \| \| 1864 \| Yangbaling \| Yangbaling \| \| \| 1881 \| Yangbajain (Yangbajing) \| 4306 m \| \| \| \| Tunnel \| \| \| \| 1901 \| Angga \| Angga \| \| \| 1913 \| Maxiang \| 3924 m \| \| \| 1930 \| Gurong \| Gurong \| \| \| 1953 \| Lhasa West \| 3664 m \| \| \| \| Brücke über den Lhasa He \| \| \| \| 1956 \| Lhasa \| 3641 m \| \| \| \| Bahnstrecke Lhasa–Xigazê nach Samzhubzê \| \| \| \| \| und Sichuan-Tibet-Bahn nach Chengdu \| \| |                      |                                            |                                            |
| Strecke |                      | Lanxin-Schnellfahrstrecke von Lanzhou      | Lanxin-Schnellfahrstrecke von Lanzhou      |
| Abzweig geradeaus und von links |                      | Bahnstrecke Lanzhou–Qinghai von Lanzhou    | Bahnstrecke Lanzhou–Qinghai von Lanzhou    |
| Bahnhof | 0                    | Xining                                     | Xining                                     |
| Abzweig geradeaus und nach rechts |                      | Lanxin-Schnellfahrstrecke nach Ürümqi      | Lanxin-Schnellfahrstrecke nach Ürümqi      |
| Haltepunkt / Haltestelle |                      | Xining Xiaoqiao                            | Xining Xiaoqiao                            |
| Abzweig geradeaus und nach rechts |                      | Bahnstrecke Xining–Datong nach Datong      | Bahnstrecke Xining–Datong nach Datong      |
| Haltepunkt / Haltestelle | 14                   | Xining West                                | 2280 m                                     |
| Haltepunkt / Haltestelle | 24                   | Shuangzhai                                 | Shuangzhai                                 |
| Abzweig geradeaus und nach links · Strecke von rechts |                      |                                            |                                            |
| Strecke · Haltepunkt / Haltestelle | 25                   | Zhamalong                                  | Zhamalong                                  |
| Tunnel · Haltepunkt / Haltestelle | 48                   | Shiyazhuang                                | Shiyazhuang                                |
| Strecke von links · Kreuzung geradeaus oben · Strecke nach rechts |                      |                                            |                                            |
| Strecke · Haltepunkt / Haltestelle |                      | Huangyuan                                  | Huangyuan                                  |
| Haltepunkt / Haltestelle Streckenende · Strecke |                      | Huanyuan Nord                              | Huanyuan Nord                              |
| Haltepunkt / Haltestelle | 97                   | Haiyan                                     | Haiyan                                     |
| Haltepunkt / Haltestelle · Abzweig geradeaus und nach rechts |                      | Haiyan Nord                                | Haiyan Nord                                |
| Haltepunkt / Haltestelle | 133                  | Qinghai-See                                | Qinghai-See                                |
| Betriebs-/Güterbahnhof Streckenende (Strecke außer Betrieb) · Strecke |                      | Forschungsreaktor Haibei                   | Forschungsreaktor Haibei                   |
| Haltepunkt / Haltestelle | 176                  | Haergai                                    | 3244 m                                     |
| Strecke von links · Abzweig geradeaus und nach rechts |                      |                                            |                                            |
| Dienststation / Betriebs- oder Güterbahnhof · Strecke |                      | Chaidar                                    | Chaidar                                    |
| Dienststation / Betriebs- oder Güterbahnhof · Strecke |                      | Wailihada                                  | Wailihada                                  |
| Dienststation / Betriebs- oder Güterbahnhof · Strecke |                      | Jiangcang                                  | Jiangcang                                  |
| Betriebs-/Güterbahnhof Streckenende · Strecke |                      | Muli                                       | Muli                                       |
| Haltepunkt / Haltestelle | 208                  | Gangcha                                    | 3238 m                                     |
| Haltepunkt / Haltestelle |                      | Niaodao                                    | Niaodao                                    |
| Haltepunkt / Haltestelle | 290                  | Tianpeng                                   | Tianpeng                                   |
| Verschwenkung von links (Strecke außer Betrieb) · Verschwenkung von rechts |                      |                                            |                                            |
| Haltepunkt / Haltestelle (Strecke außer Betrieb) · Strecke |                      | Têmqên (Tianjun)                           | Têmqên (Tianjun)                           |
| Strecke (außer Betrieb) · Tunnel |                      | Neuer Guanjiao-Tunnel (32.600 m)           | 3380 m                                     |
| Verschwenkung nach links (Strecke außer Betrieb) · Verschwenkung nach rechts |                      |                                            |                                            |
| Abzweig geradeaus und nach links · Dienststation / Betriebs- oder Güterbahnhof |                      | Kendelong                                  | Kendelong                                  |
| Strecke · Haltepunkt / Haltestelle |                      | Caka                                       | Caka                                       |
| Strecke · Betriebs-/Güterbahnhof Streckenende |                      | Caka Salzsee                               | Caka Salzsee                               |
| Haltepunkt / Haltestelle | 364                  | Chahanuo                                   | Chahanuo                                   |
| Haltepunkt / Haltestelle | 406                  | Ulan                                       | Ulan                                       |
| Haltepunkt / Haltestelle | 426                  | Keke                                       | Keke                                       |
| Haltepunkt / Haltestelle | 498                  | Gahai                                      | Gahai                                      |
| Betriebs-/Güterbahnhof Streckenanfang und quer · Abzweig geradeaus, ehemals nach rechts und von rechts |                      | Delhi Stadt                                | Delhi Stadt                                |
| Haltepunkt / Haltestelle | 521                  | Delhi                                      | Delhi                                      |
| Haltepunkt / Haltestelle | 563                  | Lianhu                                     | Lianhu                                     |
| Abzweig geradeaus und ehemals nach links · Strecke von rechts (außer Betrieb) |                      |                                            |                                            |
| Abzweig geradeaus und ehemals von links · Blockstelle rechts (Strecke außer Betrieb) |                      | Toson-See                                  | Toson-See                                  |
| Haltepunkt / Haltestelle |                      | Oulongshan                                 | Oulongshan                                 |
| Bahnhof | 675                  | Yinmaxia                                   | Yinmaxia                                   |
| Abzweig geradeaus, nach rechts und von rechts |                      | Bahnstrecke Dunhuang–Yinmaxia von Dunhuang | Bahnstrecke Dunhuang–Yinmaxia von Dunhuang |
| Haltepunkt / Haltestelle |                      | Yinmaxia West                              | Yinmaxia West                              |
| Haltepunkt / Haltestelle | 699                  | Xitieshan                                  | Xitieshan                                  |
| Abzweig geradeaus und nach links · Dienststation / Betriebs- oder Güterbahnhof |                      | Zenshukita                                 | Zenshukita                                 |
| Strecke · Betriebs-/Güterbahnhof Streckenende |                      | Beihuobuxun (Nordhulsansee)                | Beihuobuxun (Nordhulsansee)                |
| Haltepunkt / Haltestelle | 750                  | Dabuxun (Dabusun)                          | Dabuxun (Dabusun)                          |
| Haltepunkt / Haltestelle | 764                  | Qarhan                                     | Qarhan                                     |
| Betriebsstelle Streckenanfang und quer · Abzweig geradeaus, nach links und nach rechts · Betriebsstelle Streckenende und quer |                      | Salzabbau am Qarhan-Salzsee                | Salzabbau am Qarhan-Salzsee                |
| Haltepunkt / Haltestelle | 808                  | Golmud Ost                                 | Golmud Ost                                 |
| Abzweig geradeaus, nach links und von links · Strecke von rechts |                      | von Güterbhf. Golmud Süd                   | von Güterbhf. Golmud Süd                   |
| Bahnhof · Strecke | 830                  | Golmud                                     | 2828 m                                     |
| Strecke · Dienststation / Betriebs- oder Güterbahnhof |                      | Güterbhf. Golmud Süd                       | Güterbhf. Golmud Süd                       |
| Abzweig geradeaus und von links · Strecke nach rechts |                      | nach Güterbhf. Golmud Süd                  | nach Güterbhf. Golmud Süd                  |
| Abzweig geradeaus und nach rechts |                      | Bahnstrecke Golmud–Korla nach Korla        | Bahnstrecke Golmud–Korla nach Korla        |
| Haltepunkt / Haltestelle | 857                  | Nanshankou                                 | 3080 m                                     |
| Haltepunkt / Haltestelle | 881                  | Ganlong                                    | 3309 m                                     |
| Haltepunkt / Haltestelle | 881                  | Kunlunqiao                                 | 3309 m                                     |
| Haltepunkt / Haltestelle | 914                  | Nachitai                                   | 3575 m                                     |
| Haltepunkt / Haltestelle | 937                  | Xiaonanchuan                               | 3832 m                                     |
| Brücke |                      |                                            |                                            |
| Haltepunkt / Haltestelle | 955                  | Yuzhufeng                                  | 4195 m                                     |
| Haltepunkt / Haltestelle | 973                  | Wangkun                                    | 4484 m                                     |
| Tunnel |                      | Kunlun-Tunnel (1686 m)                     | Kunlun-Tunnel (1686 m)                     |
| Haltepunkt / Haltestelle | 1010                 | Kunlunshan                                 | 4611 m                                     |
| Haltepunkt / Haltestelle | 1010                 | Budongquan                                 | 4611 m                                     |
| Brücke über Wasserlauf |                      | Qumar-He-Brücke (11.400 m)                 | Qumar-He-Brücke (11.400 m)                 |
| Brücke über Wasserlauf |                      | Brücke (2.565 m)                           | Brücke (2.565 m)                           |
| Haltepunkt / Haltestelle | 1056                 | Qumar He (Chumar Heyan)                    | 4495 m                                     |
| Haltepunkt / Haltestelle | 1100                 | Wudaoliang                                 | 4636 m                                     |
| Haltepunkt / Haltestelle | 1138                 | Xiushuihe                                  | 4570 m                                     |
| Tunnel |                      | Fenghuoshan-Tunnel (1.338 m) 4905 m        | Fenghuoshan-Tunnel (1.338 m) 4905 m        |
| Haltepunkt / Haltestelle | 1174                 | Jiangkedong                                | 4778 m                                     |
| Haltepunkt / Haltestelle | 1196                 | Riachiqu                                   | 4584 m                                     |
| Haltepunkt / Haltestelle | 1239                 | Tuotuohe                                   | 4547 m                                     |
| Brücke über Wasserlauf |                      | Tuotuo-Brücke (1.389 m)                    | Tuotuo-Brücke (1.389 m)                    |
| Haltepunkt / Haltestelle |                      | Zhiqu                                      | 4598 m                                     |
| Haltepunkt / Haltestelle | 1260                 | Kaixinling                                 | Kaixinling                                 |
| Haltepunkt / Haltestelle | 1309                 | Tanggang                                   | Tanggang                                   |
| Haltepunkt / Haltestelle | 1322                 | Yanshiping                                 | 4721 m                                     |
| Haltepunkt / Haltestelle | 1356                 | Bumade                                     | Bumade                                     |
| Haltepunkt / Haltestelle | 1380                 | Buqiangge                                  | 4823 m                                     |
| Haltepunkt / Haltestelle | 1404                 | Tanggula Nord                              | Tanggula Nord                              |
| Kilometer-Wechsel |                      | Tanggula-Passhöhe                          | 5072 m                                     |
| Haltepunkt / Haltestelle | 1421                 | Tanggula                                   | 5068 m                                     |
| Haltepunkt / Haltestelle | 1441                 | Tanggula Süd                               | Tanggula Süd                               |
| Haltepunkt / Haltestelle | 1460                 | Za’gya Zangbo                              | 4886 m                                     |
| Haltepunkt / Haltestelle | 1499                 | Tuoju                                      | 4891 m                                     |
| Haltepunkt / Haltestelle | 1529                 | Amdo                                       | 4702 m                                     |
| Haltepunkt / Haltestelle |                      | Amdo Süd                                   | Amdo Süd                                   |
| Brücke über Wasserlauf |                      | Saluen                                     | Saluen                                     |
| Haltepunkt / Haltestelle | 1553                 | Co Nag (Tsonag)                            | 4594 m                                     |
| Brücke über Wasserlauf |                      | Saluenfließ zw. Cona- u. Ganongsee         | Saluenfließ zw. Cona- u. Ganongsee         |
| Haltepunkt / Haltestelle | 1574                 | Liantonghe                                 | Liantonghe                                 |
| Brücke über Wasserlauf |                      | Saluen                                     | Saluen                                     |
| Haltepunkt / Haltestelle | 1593                 | Diwuma                                     | 4585 m                                     |
| Haltepunkt / Haltestelle | 1632                 | Gangxiu                                    | 4646 m                                     |
| Haltepunkt / Haltestelle | 1655                 | Nagqu (Naqu)                               | 4513 m                                     |
| Brücke über Wasserlauf |                      | Saluen                                     | Saluen                                     |
| Haltepunkt / Haltestelle | 1691                 | Tuoru                                      | 4578 m                                     |
| Haltepunkt / Haltestelle | 1713                 | Sangshung                                  | Sangshung                                  |
| Haltepunkt / Haltestelle | 1735                 | Gulu                                       | 4673 m                                     |
| Haltepunkt / Haltestelle | 1775                 | Wumatang (U-ma Thang)                      | 4502 m                                     |
| Haltepunkt / Haltestelle | 1815                 | Damxung (Dangxiong)                        | 4293 m                                     |
| Haltepunkt / Haltestelle | 1845                 | Daqiongguo (Dhachu-go)                     | 4327 m                                     |
| Haltepunkt / Haltestelle | 1864                 | Yangbaling                                 | Yangbaling                                 |
| Haltepunkt / Haltestelle | 1881                 | Yangbajain (Yangbajing)                    | 4306 m                                     |
| Tunnel |                      | Tunnel                                     | Tunnel                                     |
| Haltepunkt / Haltestelle | 1901                 | Angga                                      | Angga                                      |
| Haltepunkt / Haltestelle | 1913                 | Maxiang                                    | 3924 m                                     |
| Haltepunkt / Haltestelle | 1930                 | Gurong                                     | Gurong                                     |
| Haltepunkt / Haltestelle | 1953                 | Lhasa West                                 | 3664 m                                     |
| Brücke über Wasserlauf |                      | Brücke über den Lhasa He                   | Brücke über den Lhasa He                   |
| Abzweig geradeaus, nach links und von links · Kopfbahnhof Streckenende und quer | 1956                 | Lhasa                                      | 3641 m                                     |
| Strecke |                      | Bahnstrecke Lhasa–Xigazê nach Samzhubzê    | Bahnstrecke Lhasa–Xigazê nach Samzhubzê    |
| Strecke |                      | und Sichuan-Tibet-Bahn nach Chengdu        | und Sichuan-Tibet-Bahn nach Chengdu        |

| Tibetische Bezeichnung                     |
| ------------------------------------------ |
| Tibetische Schrift: མཚོ་བོད་ལྕགས་ལམ           |
| Wylie-Transliteration: mtsho bod lcags lam |
| Chinesische Bezeichnung                    |
| Traditionell: 青藏鐵路                     |
| Vereinfacht: 青藏铁路                      |
| Pinyin:Qīng-Zàng tiělù                     |

Die im Westen wegen des Zielbahnhofs Lhasa-Bahn, auch Tibet-Bahn, in China Qinghai-Tibet-Bahn, bzw. Qingzang-Bahn genannte normalspurige eingleisige, teilweise elektrifizierte Eisenbahnstrecke in der Volksrepublik China verbindet Xining, die Hauptstadt der Provinz Qinghai, mit Lhasa, der Hauptstadt des Autonomen Gebietes Tibet. Die Gesamtstrecke verläuft über 1956 km.
Sie weist mehrere Weltrekorde auf: Mit einem Scheitelpunkt von 5072 Metern ist sie die höchstgelegene Bahnstrecke der Erde (255 m höher als die Peruanische Zentralbahn), der Neue Guanjiao-Tunnel ist mit 32.600 Metern der längste Eisenbahntunnel des chinesischen Schienennetzes und mit 160 km/h zulässiger Geschwindigkeit gleichzeitig der am schnellsten befahrbare Abschnitt der Bahnstrecke.
Die Fahrt von Xining nach Lhasa dauerte 2015 ca. 17 Stunden. An ihr liegen ebenfalls der höchstgelegene Bahnhof der Welt (Tanggula, 5068 m) und der höchstgelegene Tunnel der Welt (4905 m).
Die Lhasa-Bahn ist eines der größten Eisenbahnbauprojekte, die im 21. Jahrhundert fertiggestellt wurden. Am 15. August 2014 wurde die 253 km lange Bahnstrecke Lhasa–Xigazê als Verlängerung zur zweitgrößten Stadt Tibets Xigazê in Betrieb genommen.

## Geschichte
Die Strecke wurde im Wesentlichen in zwei Abschnitten errichtet, die sich heute auch noch in ihrem Ausbauzustand unterscheiden: Der Abschnitt Xining–Golmud–Nanshankou ging bis 1984 in Betrieb. Der technisch aufwendigere Abschnitt Nanshankou–Lhasa (1100 km) durch das Hochgebirge wurde bautechnisch im Oktober 2005 fertiggestellt. Der Probebetrieb begann Anfang Februar 2006, der offizielle Eröffnungszug verließ Peking am 1. Juli 2006, dem 85. Gründungstag der Kommunistischen Partei Chinas (KPCh), und erreichte Lhasa am 3. Juli 2006. Seit August 2006 wird die Strecke fahrplanmäßig befahren.

## Strecke

### Streckenführung

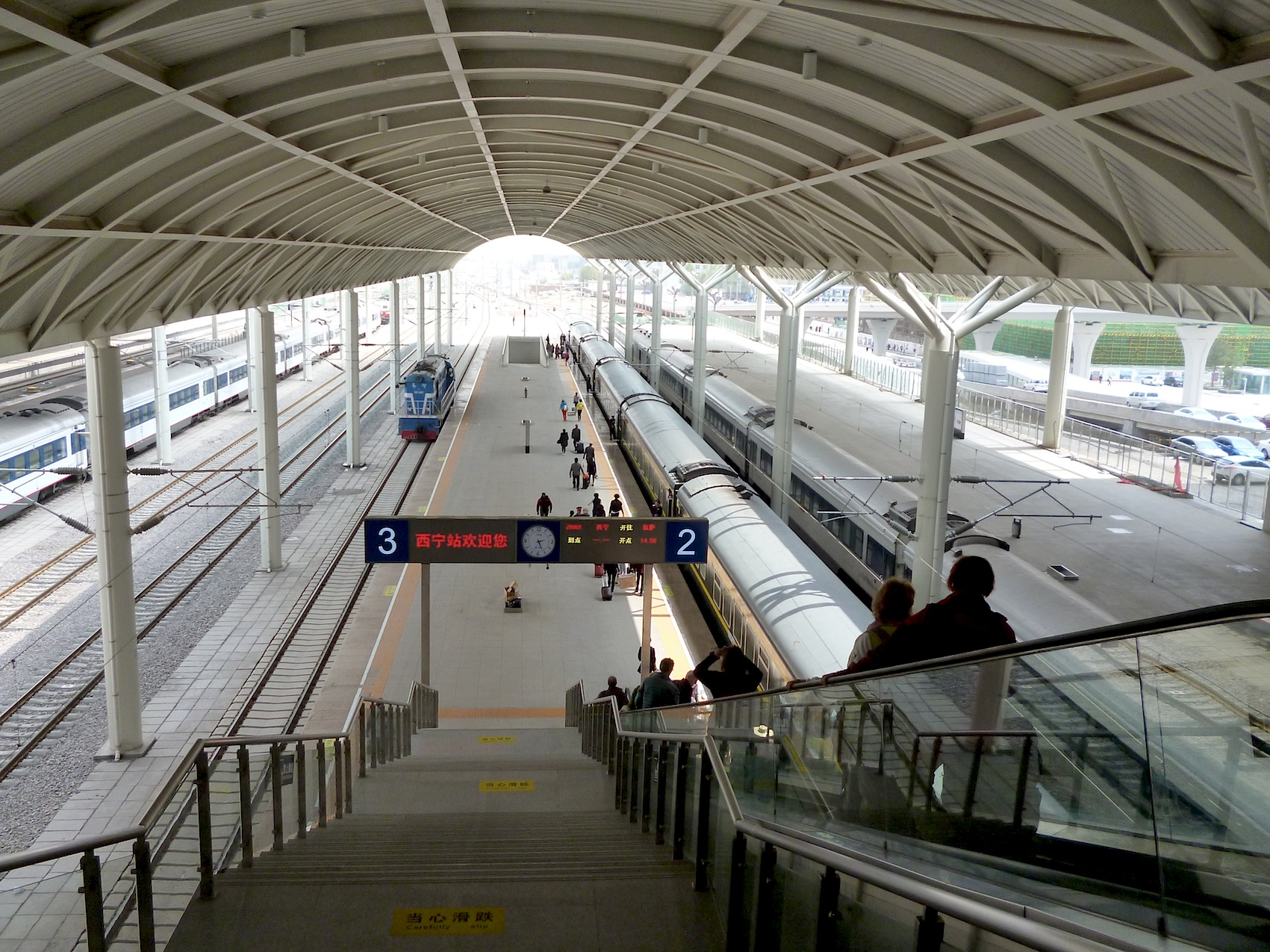
Der neue Bahnhof in Xining

Die Gesamtstrecke der Lhasa-Bahn beginnt in Xining, jedoch wird häufig Golmud als Anfangspunkt bezeichnet, da die aufwändige Hochgebirgsstrecke im südlich von Golmud gelegenen Nanshankou ansetzte. Die Strecke führt nach dem Kunlun-Pass über die kleinen Orte Budongquan, Wudaoliang, Tuotuoheyan (Gemeinde Tanggulashan) zum 5072 m hohen Tanggula-Pass. Auf diesem Scheitelpunkt verläuft zugleich die Grenze zum Autonomen Gebiet Tibet. Der höchstgelegene Tunnel der Welt liegt beim Pass und Berggipfel Fenghuo Shan (5262 m), nach dem ersten Drittel des Abschnitts zwischen Kunlun Shan und Tanggula-Pass, auf 4905 m Höhe. Die Strecke verläuft nach dem Tanggula-Pass weiter durch die tibetische Hochebene, bis sie nach Damxung ins Tal des Flusses Doilung Qu absteigt und schließlich im Bahnhof Lhasa endet.
Auf der Lhasa-Bahn fahren sowohl Personenzüge als auch Güterzüge in dichter Folge. Als Streckenlokomotive wird auf dem nicht elektrifizierten oberen Abschnitt ausschließlich die Baureihe NJ2 eingesetzt.
Rund 960 km der Strecke zwischen Golmud und Lhasa verlaufen in Höhen von mehr als 4000 m. Hier werden die Züge mit Diesellokomotiven befördert. Der Abschnitt zwischen Golmud und Xining ist dagegen elektrifiziert.

### Streckenbau
Technisch stellt insbesondere der obere Abschnitt der Bahn zwischen Golmud und Lhasa eine Besonderheit dar: Ein Viertel der Strecke wurde auf Permafrostboden gebaut. Dieser Boden taut oberflächlich im Sommer kurzzeitig auf. Stabilisierende Vegetation ist kaum vorhanden. Das Wasser kann in dem in der Tiefe weiter gefrorenen Boden nicht versickern, an der Oberfläche bildet sich eine Matschschicht, in die der Oberbau einsinken würde. Es werden daher verschiedene Techniken eingesetzt, um ein Auftauen zu verhindern.
Die Verwendung von Wärmerohren als passives Kühlverfahren hat sich bereits beim Bau der ebenfalls über Permafrostboden führenden Trans-Alaska-Pipeline bewährt. An kritischen Streckenabschnitten wurden verschlossene Stahlröhren zur Hälfte in den Boden versenkt, die eine gewisse Menge Ammoniak enthalten und bei Lufttemperaturen um 0 °C und tiefer als Thermosiphon fungieren. Der durch Sonneneinstrahlung aufgewärmte Boden bringt das flüssige Ammoniak im unteren Teil des senkrecht im Boden stehenden Rohrs zum Verdunsten. Ammoniakgas steigt im Rohr nach oben und kondensiert im oberen Teil des Rohrs, wenn dieses von der kälteren Nachtluft gekühlt wird. Anschließend rinnt das verflüssigte Kältemittel erneut nach unten. So wird das tagsüber aufgetaute Erdreich in der Nacht gekühlt und wieder gefroren.
Da der flüssige Ammoniak nur abwärts rinnt und nicht aufsteigen kann, funktioniert der Wärmetransport nur von unten nach oben. Bei Sonnenschein kommt er zum Erliegen, so dass die Sonnenwärme durch die Wärmerohre nicht nach unten ins Erdreich transportiert wird.
Wird ein kapillar saugfähiges Vlies an der Innenwand des Rohrs angebracht, um den Aufstieg des flüssigen Ammoniaks zu erleichtern, so muss dieses in Höhe der Erdoberfläche enden. Abschattung sowie Wärmetauscher-Rippen im oberen Bereich der Rohre fördern den Wärmeübergang zur Luft.
10.000 solcher Kühlstäbe wurden, etwa drei Meter aus dem Erdreich herausragend, in den Oberbau der Strecke eingebracht.
Zusätzlich wurde der Oberbau in manchen Bereichen als drei Meter hoher Bahndamm aus kopfgroßen Gesteinsbrocken angelegt.
Der als Schotterbett lose übereinander geschichtete Steindamm wird vom kalten Wind des Hochplateaus gekühlt und hält die eingestrahlte Sonnenwärme vom Boden fern.
Aufgrund der globalen Erwärmung wird befürchtet, dass der Permafrostboden in den nächsten 50 Jahren häufiger auftaut und instabiler wird.
Das chinesische Eisenbahnministerium erklärte bereits einen Monat nach der Eröffnung der Strecke, dass der Permafrostboden in Bereichen unter der Bahnlinie nachgebe und sie destabilisiere. Auch traten an Betonkonstruktionen Risse auf. Der fahrplanmäßige Verkehr läuft dennoch seit 2006 ohne größere Unterbrechungen mit der zulässigen Höchstgeschwindigkeit. Die Züge erreichen in Gebieten mit gefrorenem Boden 100 km/h. Das ist die weltweit höchste Geschwindigkeit, die Züge auf gefrorenem Hochlandboden fahren. Auf Streckenabschnitten ohne Permafrostboden sind 120 km/h zulässig.
Weitere Gefahren gingen von Wanderdünen und Yak-Herden aus. Um die Tiere abzuhalten wurden an den gefährdeten Stellen Wälle aus groben Feldsteinen angelegt, die die Tiere nicht übersteigen. Zusätzlich ist die Strecke vollständig eingezäunt und wird ab der Grenze des Autonomen Gebiets Tibet bis nach Lhasa militärisch überwacht. Etwa alle zwei Kilometer befindet sich ein Posten, in der Regel an Unterführungen oder Brückenbauwerken, teils in Zelten, zum geringeren Teil in festen Wachhäusern untergebracht.

### Neuer Guanjiao-Tunnel
2014 wurde der 32,645 km lange Neue Guanjiao-Tunnel zwischen Têmqên und Ulan fertiggestellt, welcher eine bestehende Bergstrecke um 36,8 km verkürzt.

### Streckendaten Golmud–Lhasa

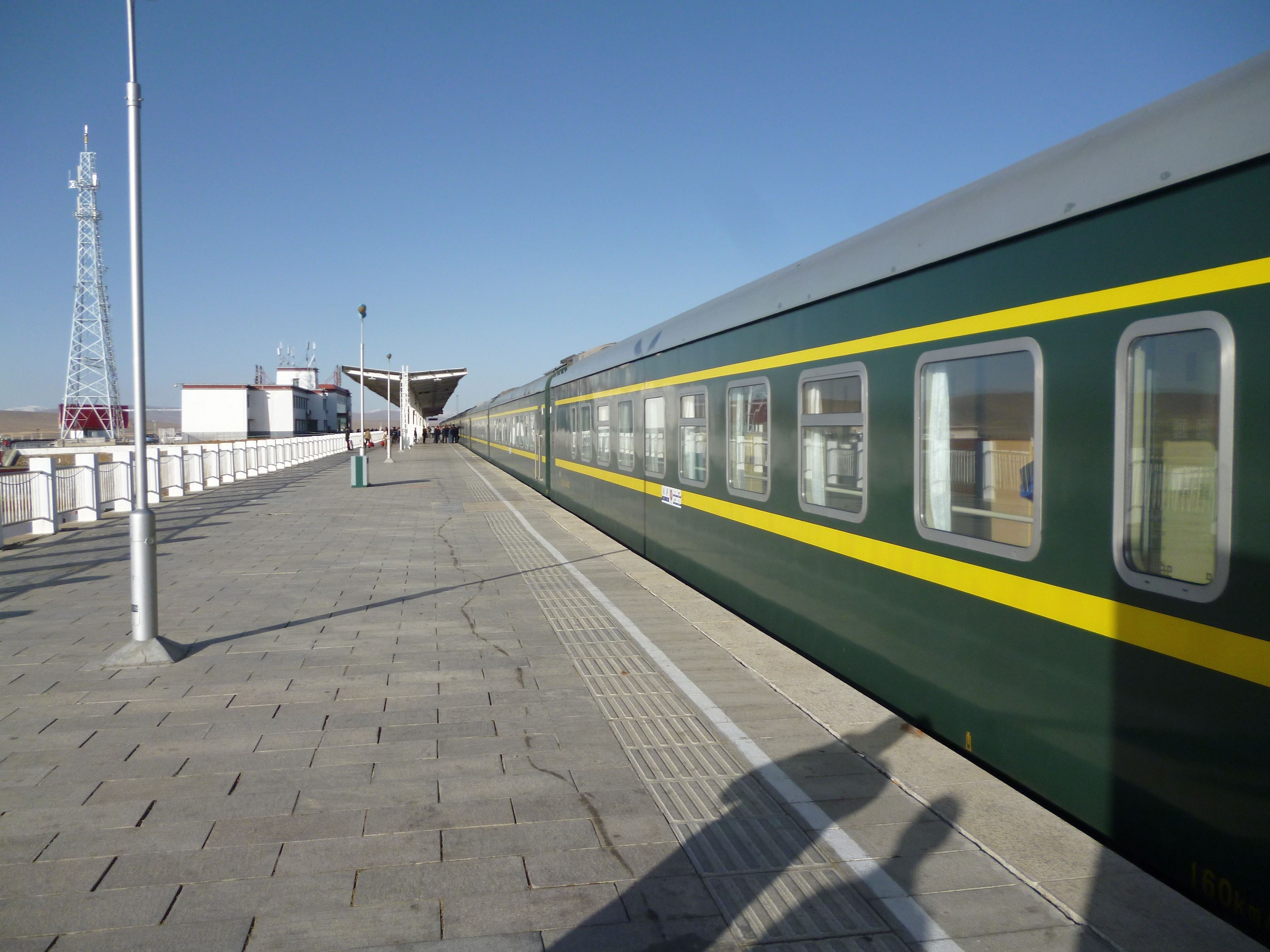
Stopp auf 4.513 Meter Höhe in Na Qu (Nagqu)

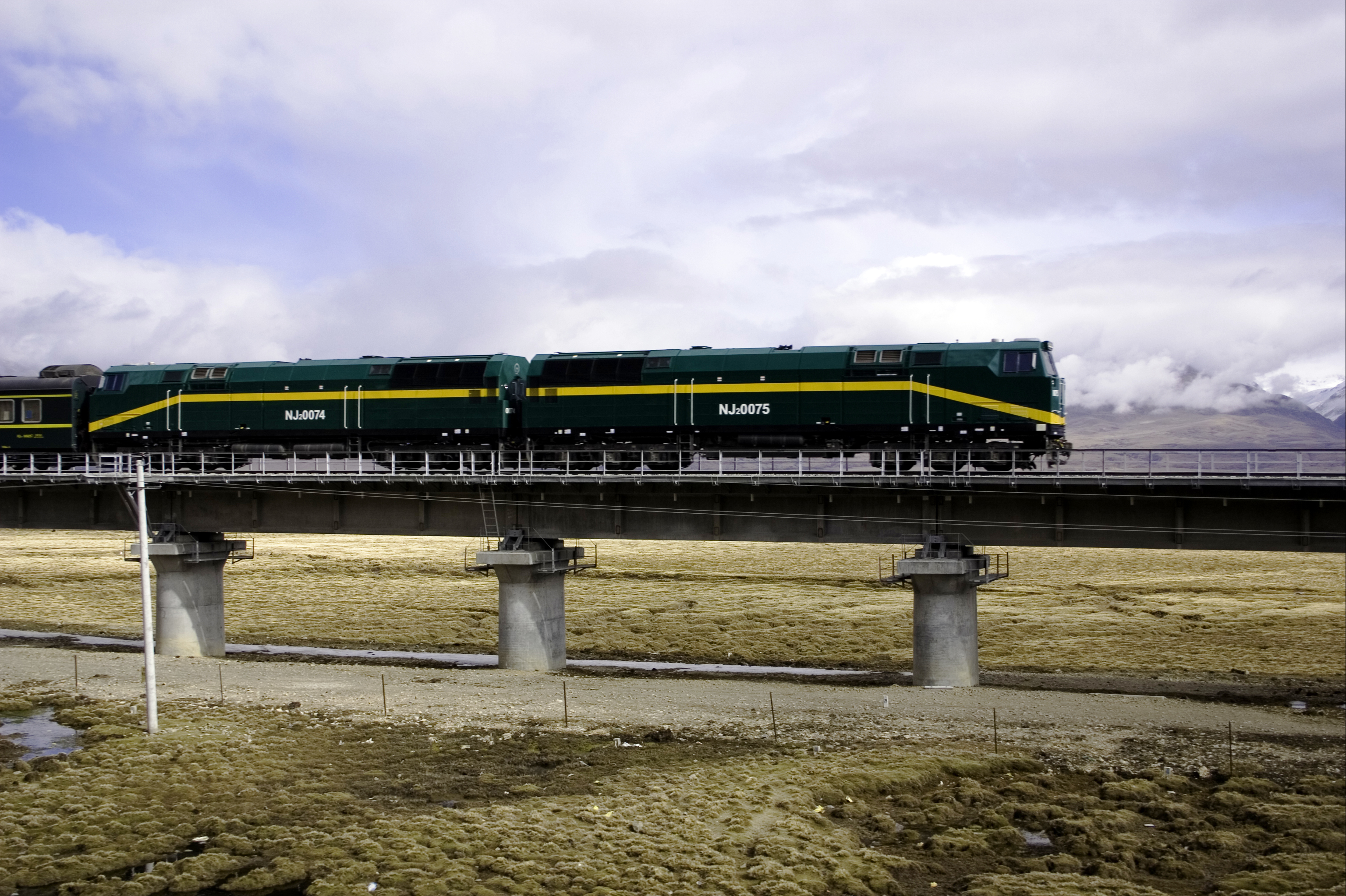
Mit CNR-Baureihe NJ2 doppelt bespannter Personenzug

| Länge                              | 1142 Kilometer                                                 |  |
| davon über 4000 m Seehöhe          | 960 Kilometer                                                  |  |
| davon auf Permafrostboden          | 550 Kilometer                                                  |  |
| Höchster Punkt                     | Tanggula-Pass, 5072 Meter                                      |  |
| Höchstgelegener Bahnhof            | Tanggula, 5068 Meter                                           |  |
| Höchstgelegener Tunnel             | Fenghuo-Shan-Tunnel, Höhe: 4905 Meter                          |  |
| Längster Tunnel                    | Yangbajing-Tunnel, Länge: 3345 Meter                           |  |
| Anzahl Brücken                     | 675 mit einer Gesamtlänge von 160 Kilometern (ab Xining)       |  |
| Bauzeit Abschnitt Nanshankou–Lhasa | 2001–2005                                                      |  |
| Eröffnung                          | 1. Juli 2006                                                   |  |
| Fahrtzeit                          | Golmud–Lhasa etwa 12 Stunden                                   |  |
| Geschätzte Kosten                  | 29,46 Milliarden Yuan (≈ 2,9 Milliarden €, 4,6 Milliarden Fr.) |  |

### Streckenerweiterungen
Obwohl die Rentabilität der Lhasa-Bahn bezweifelt wird, begann am 26. September 2010 der Bau der 253 Kilometer langen Strecke von Lhasa zur zweitgrößten tibetischen Stadt Xigazê. Aufgrund der schwierigen Geländeverhältnisse verlaufen 155 Kilometer auf Brücken oder im Tunnel. Die eingleisige Strecke ist für 120 km/h trassiert, die Baukosten betrugen 13,3 Milliarden Yuán (ca. 1,6 Milliarden Euro) und der Betrieb wurde am 15. August 2014 aufgenommen.
An einer weiteren Verbindung, der Sichuan-Tibet-Bahn, die aus dem Südosten Chinas von Chengdu über Nyingchi nach Lhasa verlaufen soll, wird seit 2014 gebaut. Eine Fertigstellung ist für das Jahr 2030 geplant. Auch eine Strecke nach Yadong an der chinesisch-indischen Grenze und eine Verlängerung nach Nepal ist geplant.

## Personenverkehr
Die Personenzüge bestehen aus zwei Lokomotiven (ursprünglich drei, dies wurde aber aufgegeben) mit 16 Wagen einer besonderen Bauart für die Tibet-Bahn. Züge bieten jeweils Platz für 930 Reisende. Sie führen in der Regel je einen Schlafwagen 1. Klasse („Soft Sleeper“), einen Speisewagen und einen Packwagen. Die übrigen Wagen bestehen etwa je zur Hälfte aus Schlaf- und Sitzwagen der 2. Wagenklasse. Eine elektronische Anzeige in den Wagen zeigt die aktuelle Höhe sowie die Geschwindigkeit des Zuges an. Dieses System wird allerdings nicht immer aktiviert, ebenso wie das bordeigene Video-Programm. Pro Wagen gibt es im Durchgangsbereich zentrale Waschbecken sowie eine Hocktoilette. Die Ausstattung der Wagen ist im Übrigen unterschiedlich komfortabel:
- „Soft Sleeper“: Vier-Bett-Abteil (zwei Doppelstockbetten) mit Sauerstoffdüse an einem Bettende, Leselampe und kleinem Bildschirm am anderen Ende. Dazu Kopfkissen, Bettwäsche, zentraler Tisch und Kabinentür.
- „Hard Sleeper“: Sechs-Bett-Abteil (zwei Dreistockbetten) mit schmaleren Betten und Steckdosen nur auf dem Gang.
- „Seat“: Sitzplätze in der Anordnung 2+3.

Aufgrund einer Fahrt auf teilweise über 5000 m besteht die hohe Gefahr der Höhenkrankheit (AMS). Aus diesem Grund werden ab einer Höhe von etwa 3000 Metern Düsen eingeschaltet, die im Gang und den Abteilen zusätzlich Sauerstoff in die Wagen blasen – jedoch verringert dies das Risiko an AMS zu erkranken nur teilweise, weshalb es ratsam ist, sich bereits vorher auf einer entsprechenden Höhenlage zu akklimatisieren. Nach offizieller Aussage werden die Züge zudem von medizinischem Personal begleitet. Jeder Fahrgast muss vor der Fahrt ein Formular unterzeichnen, dass er körperlich und psychisch gesund ist.

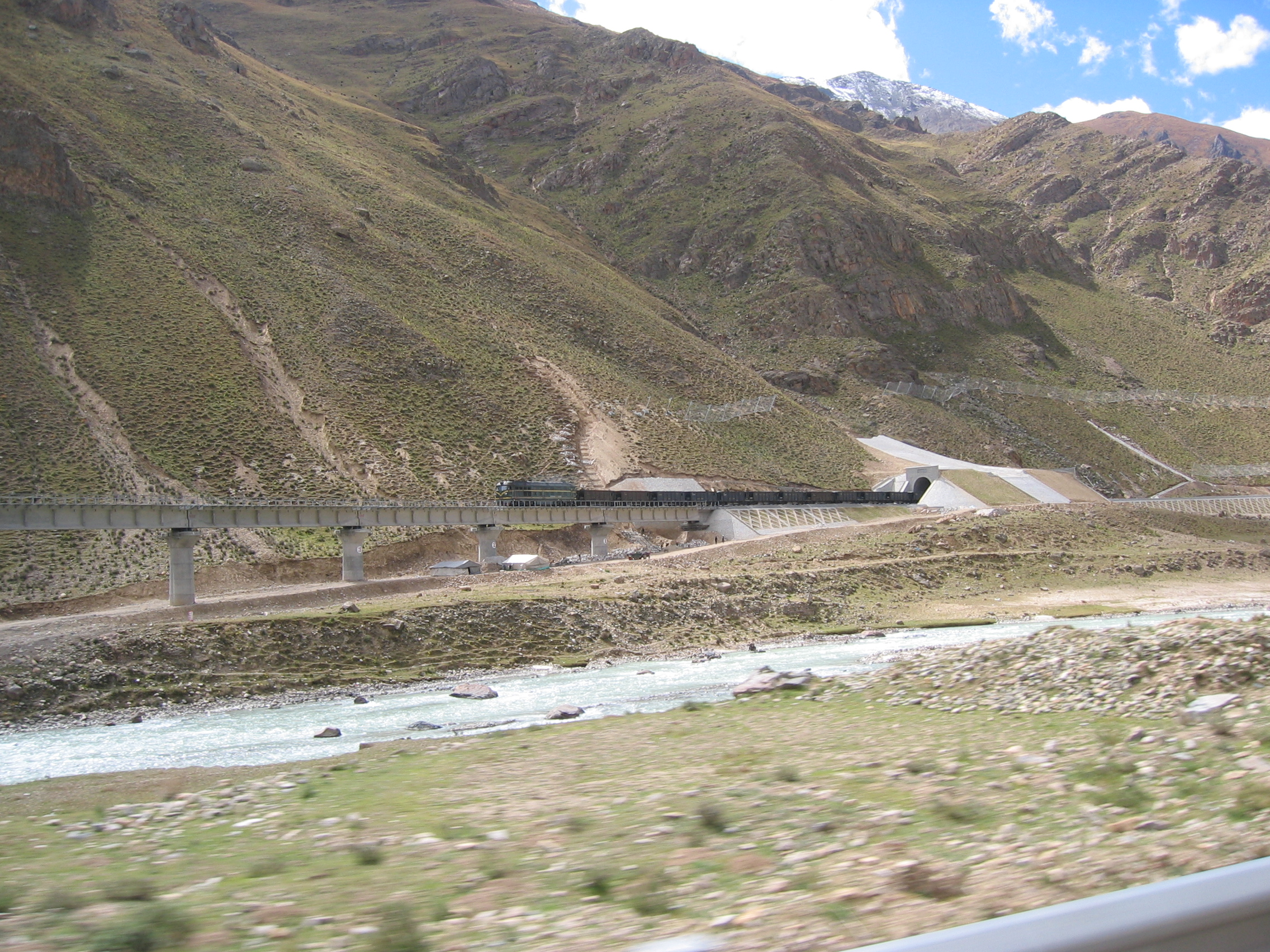
Zug zwischen Yangpachen und Lhasa, kurz vor der Fertigstellung der Strecke

Die Fahrt von Golmud nach Lhasa dauert vierzehn (reine Fahrzeit zwölf) Stunden. Von Peking kommend benötigt der Zug 43 Stunden. Zwischen Golmud und Lhasa hält der Zug an mehreren Bahnhöfen.

## Wirtschaftliche Bedeutung
Die Lhasa-Bahn wurde seit ihrer Eröffnung am 1. Juli 2006 bis zum 31. Dezember 2007 von 5,95 Millionen Passagieren benutzt. Somit reisten im Jahr 2007 43 % aller Touristen über die Lhasa-Bahn in das Autonome Gebiet Tibet ein. Die Lhasa-Bahn hat dem Tourismus 2007 zu einer Steigerung von 60,4 % verholfen. Im Gütertransport werden ungefähr 75 % aller Waren von und nach Tibet über die Lhasa-Bahn befördert. Im Jahr 2015 überschritt der Tourismus in der Autonomen Republik Tibet erstmals die 20 Millionengrenze und eine weitere kräftige Steigerung ist in der Planung vorgesehen.
In China wird die mit einem Aufwand von 29,46 Milliarden Yuan (ca. 2,9 Milliarden € bzw. 4,6 Milliarden Fr.) errichtete Bahn als Projekt von hoher nationaler Bedeutung, vergleichbar nur mit der Chinesischen Mauer oder dem Drei-Schluchten-Damm, betrachtet.
Dank der Bahn sollen sich Tibets Bodenschätze leichter abtransportieren und Grundstoffe wie Kohle, Stahl oder Baumaterial zu einem Bruchteil der bisherigen Kosten nach Tibet transportieren lassen.
Die Kritik, auch von Tsering Woeser, besagt vor allem, für das tibetische Volk bringe die Bahn einen weiteren, von der Kommunistischen Partei Chinas gewollten Eingriff in die eigene Kultur und erhöhe die politische Kontrolle durch China. Es wird aber auch mit einer Zunahme der Zuwanderung aus dem restlichen China gerechnet, was für die Bevölkerung Tibets einen ungewünschten Eingriff darstelle. Manche Menschenrechtsorganisationen erwarten zudem eine Nutzung der Bahn für militärische Zwecke, da die Transportdauer für Soldaten von Golmud nach Lhasa verkürzt wird.
Diesen Befürchtungen steht gegenüber, dass eine Zuwanderung bisher schon mit einem sehr gut ausgebauten und vergleichsweise billigen Bustransport erfolgt, die Logistik des Militärs stütze sich dagegen auf effektivere und flexiblere LKW-Transporte auf der Straße.
Die Bahn soll zusätzlich aber auch entscheidende Impulse für den Aufbau der Tourismusindustrie erbringen. Im Autonomen Gebiet Tibets leben heute bereits über 30.000 Tibeter vom Tourismus. Nach heutigen Planungen soll sich diese Zahl in den nächsten Jahren vervielfachen. Dies ist Teil der Strategie Tibets, die durch die Viehzucht teils schwer belasteten Hochsteppen durch den Aufbau neuer Arbeitsplätze für Viehzüchter zu entlasten.

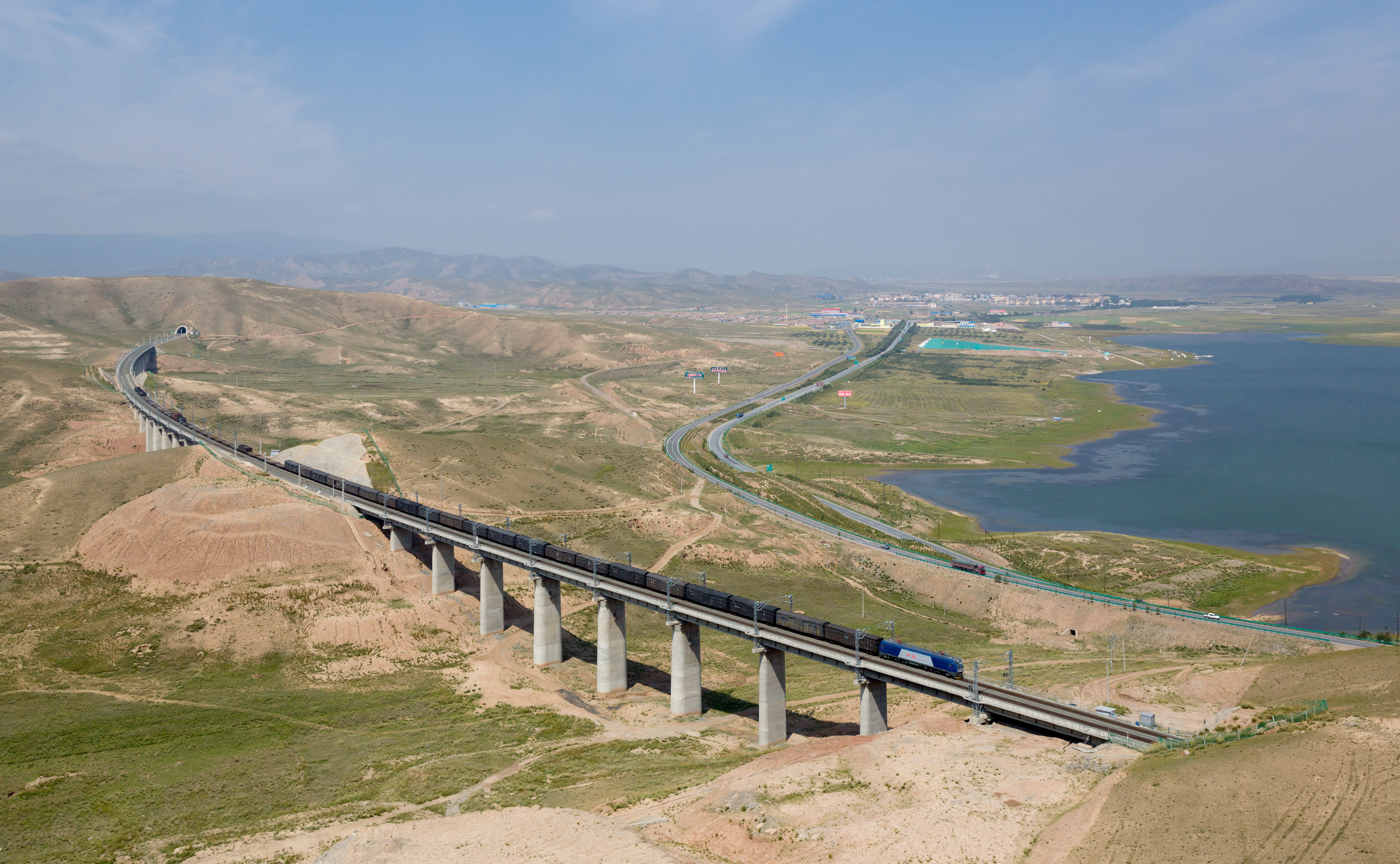
Güterzug mit CR-Baureihe HXD1 auf dem unteren Abschnitt zwischen Xining und Golmud